# (10347) Murom
(10347) Murom – planetoida z pasa głównego asteroid okrążająca Słońce w ciągu 3 lat i 259 dni w średniej odległości 2,39 j.a. Została odkryta 23 kwietnia 1992 roku w Europejskim Obserwatorium Południowym przez Erica Elsta. Nazwa planetoidy pochodzi od historycznego, rosyjskiego miasta Murom, założonego w 862 roku. Przed nadaniem nazwy planetoida nosiła oznaczenie tymczasowe (10347) 1992 HG4.